# 中島プロデュース
中島プロデュース（なかじまプロデュース）はKBCラジオで2014年9月30日から2015年3月24日まで放送されていたラジオの生ワイド番組。

## 概要
KBCラジオでは、2011年から2013年のナイターオフに「らぶチャンネル」というワイド番組を放送してきたが、2014年のナイターオフでは火曜日から金曜日に日替わりの生ワイド番組を編成することになった。
この番組では、タイトルの通り、お祭り男である「中島浩二」が、「自分で番組をプロデュースし、自分でしゃべり倒す」というもので、その週に中島自身が気になった「キーワード」を元に、コーナーや番組メッセージを展開する、「お祭りラジオプログラム」となっている。

## 放送時間
- 火曜 19:00-22:00

## パーソナリティ
- 中島浩二
- 近藤鉄太郎アナウンサー

## 企画
- スマホ（2014年9月30日）
- 海外旅行（2014年10月7日）
- 居酒屋（2014年10月14日）
- モテる[2]（2014年10月21日）
- 野球（2014年11月4日）
- 電話で話そう ピッ・ポッ・パッ（2014年11月11日）
- 放送3時間でカレーを作ります！[3]（2014年11月18日）
- 電話で話そう ピッ・ポッ・パッ（2014年11月25日）
- アイドル（2014年12月2日）
- 電話で話そう ピッ・ポッ・パッ（2014年12月9日）
- ファストフード（2014年12月16日 放送予定）
- 電話で話そう ピッ・ポッ・パッ（2014年12月23日 放送予定）
- スターは君だ！中島プロデュース カラオケ選手権（2014年12月30日 放送予定）